# الدوري اللاتفي الممتاز 1939–40
الدوري اللاتفي الممتاز 1939–40 (باللاتفية: 1939.—1940. gada Latvijas futbola Virslīgas sezona)‏ هو الموسم 19 من الدوري اللاتفي الممتاز. أشرف على تنظيمه اتحاد لاتفيا لكرة القدم، وكان عدد الأندية المشاركة فيه 8، وفاز فيه RFK Riga ‏.